# Pointe de Skeul
La pointe du Skeul ou (pointe du Squeul) est une presqu'île située sur la commune de Locmaria à l'extrémité sud-est de Belle-Île-en-Mer (Morbihan, France). 

## Description
La Pointe forme une petite presqu'île dirigée vers le sud percée de nombreuses grottes, dont quelques-unes sont accessibles à marée basse. Son sommet élevé conserve des traces d'anciennes batteries de défense des côtes qui profitaient d'une vaste vue vers l'est et vers l'ouest. 

## Tourisme
La pointe du Skeul offre un panorama particulièrement apprécié des touristes. Le GR 340  longe la partie nord de la presqu'île. Des randonnées partant de Port Blanc ainsi que Touar Tchelen sont aussi pratiquées.

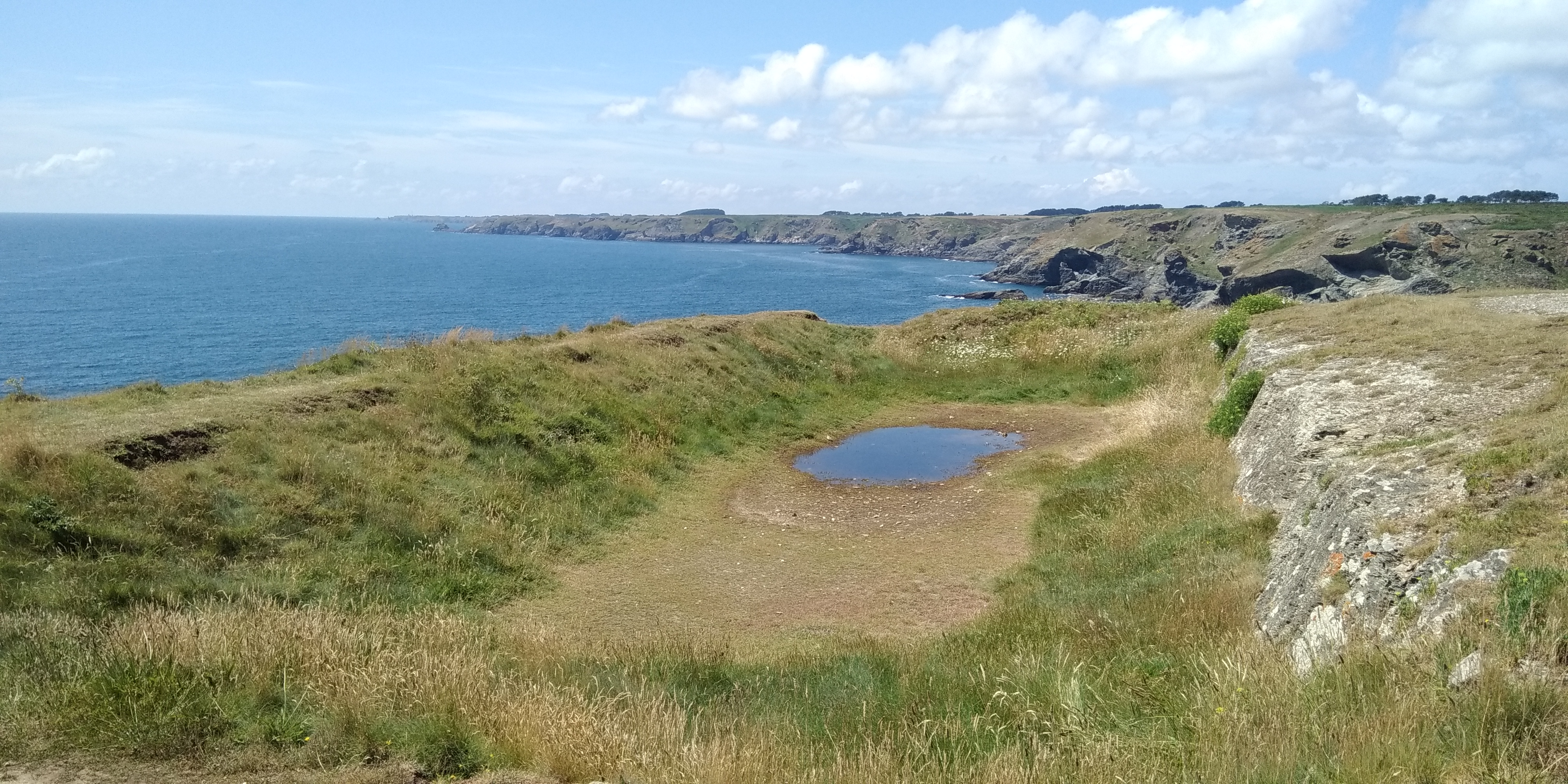
Ruines de la batterie du Skeul

## Histoire
Le site comptait en 1783 un poste d'observation, avec un corps de garde et un mât de pavillons. 
En 1800, une batterie avec deux canons pointant vers le large a été aménagée. 
Il ne reste plus que le soubassement rectangulaire taillé dans le roc. 
Le site est repris à l'inventaire des monuments historiques de 1986.

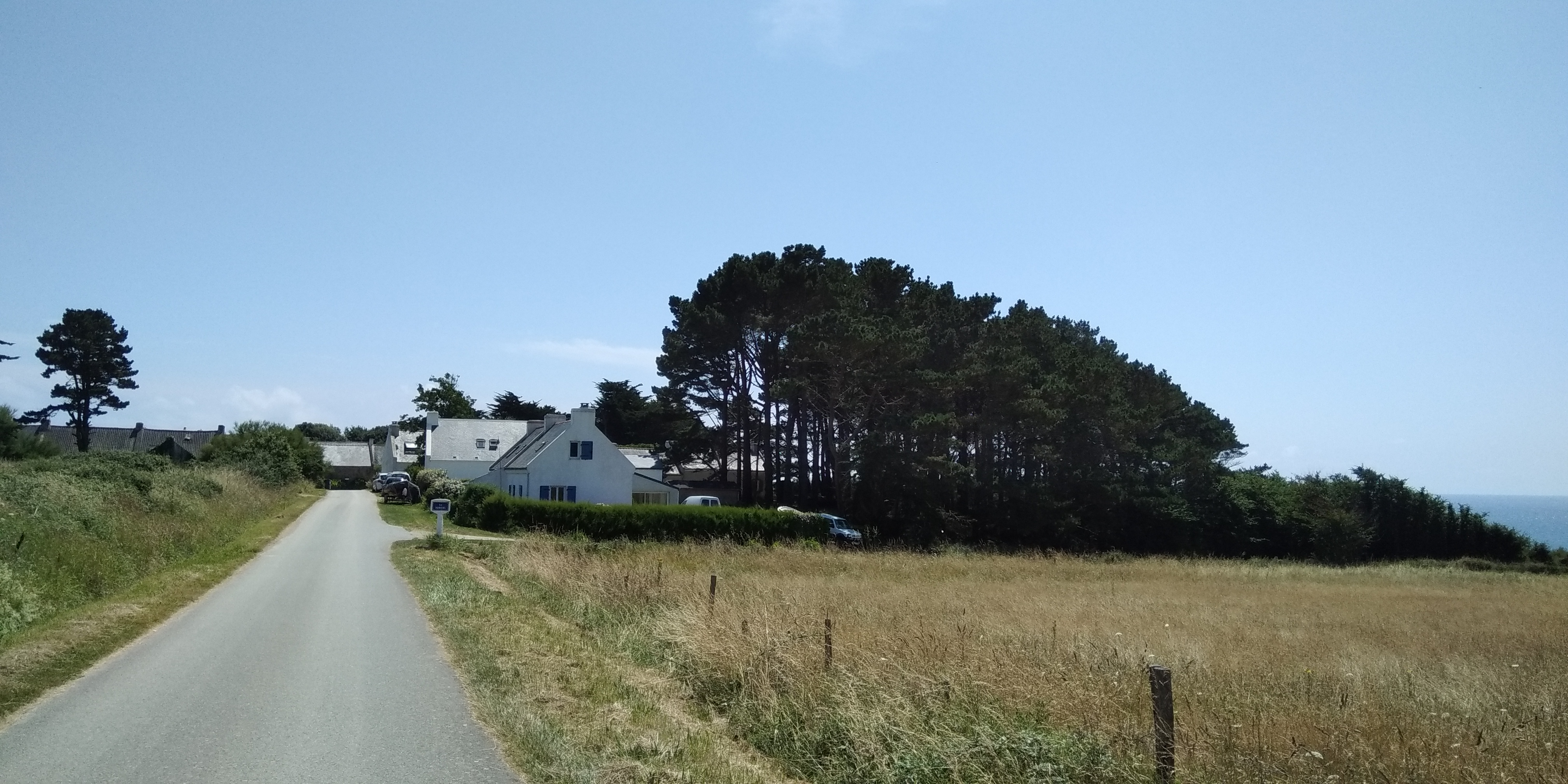
Hameau du Skeul

## Toponymie
Le Skeul (ou Le Squeul) est un hameau situé à 500 m au nord de la pointe.
Deux étymologies sont généralement proposées. Le nom Skeul pourrait provenir, phonétiquement, du breton Skeul, signifiant échelle mais aussi pente abrupte, pente escarpée. La pointe du Skeul signifiant alors, littéralement, la pointe (ou cap) escarpée.
La deuxième origine fait directement référence au mot anglais skull (crâne en français)[réf. nécessaire]. En effet, un crâne aurait été retrouvé dans une des grottes de la pointe à la suite du naufrage, en 1746, du "Prince of Conty", vaisseau britannique de la Compagnie des Indes. Ce navire vint s'échouer à Port Loscan, la moitié de l'équipage périt et leurs corps s'échouèrent sur les rivages des pointes de la côte sud de Belle-île.